# 有賀半弥
有賀 半弥（ありが はんや）は、幕末の志士、水戸藩士。第一次東禅寺事件で襲撃側に加わった。

## 略歴
安政5年（1858年）幕府が水戸藩へ戊午の密勅の返上を命じるとこれに反対して江戸藩邸で藩上層部に訴えかけ、さらに常陸長岡（現・茨城町長岡）で同志を糾合して運動を起こすが藩より解散させられた。文久元年（1861年）イギリス駐日公使ラザフォード・オールコックが兵庫港より陸路東上したことに憤り、森半蔵・黒沢五郎ら同志とともに脱藩して江戸に潜伏し、5月28日夜に高輪東禅寺のイギリス仮公使館を襲撃。守衛と戦って重傷を負い、死亡した。旗本の天野岩次郎に討ち取られたという。